# پورت کمبلا
پورت کمبلا یا بندر کمبلا منطقه ای در حومه  ولونگونگ استرالیا است که در ۸ کیلومتری جنوب مرکز این شهر قرار گرفته و بخشی از ناحیه ایلاوارا در شمال شرقی ایالت  نیو ساوت ولز است. بندر صنعتی بزرگ و پیچیده کمبلا (یکی از بزرگترین بنادر در استرالیا) یک بندرگاه کوچک موج شکن، رزرواتور طبیعی و بخش تجاری از بخش های کمبلا است. پورت کمبلا بخشی از مناطقی است که جیمز کوک در سال ۱۷۷۰ آنها را به عنوان نخستین بخشهای استرالیا رصد کرد. واژه "Kembla" از لغات بوم است که نزد بومیان استرالیا به معنی "مقدار زیادی [از] مرغ وحشی" است.

## آب و هوا
پورت کمبلا آب و هوای اقیانوسی گرم (Cfb) در تابستان و هوای معتدل در زمستان دارد. 

### آلودگی های صنعتی

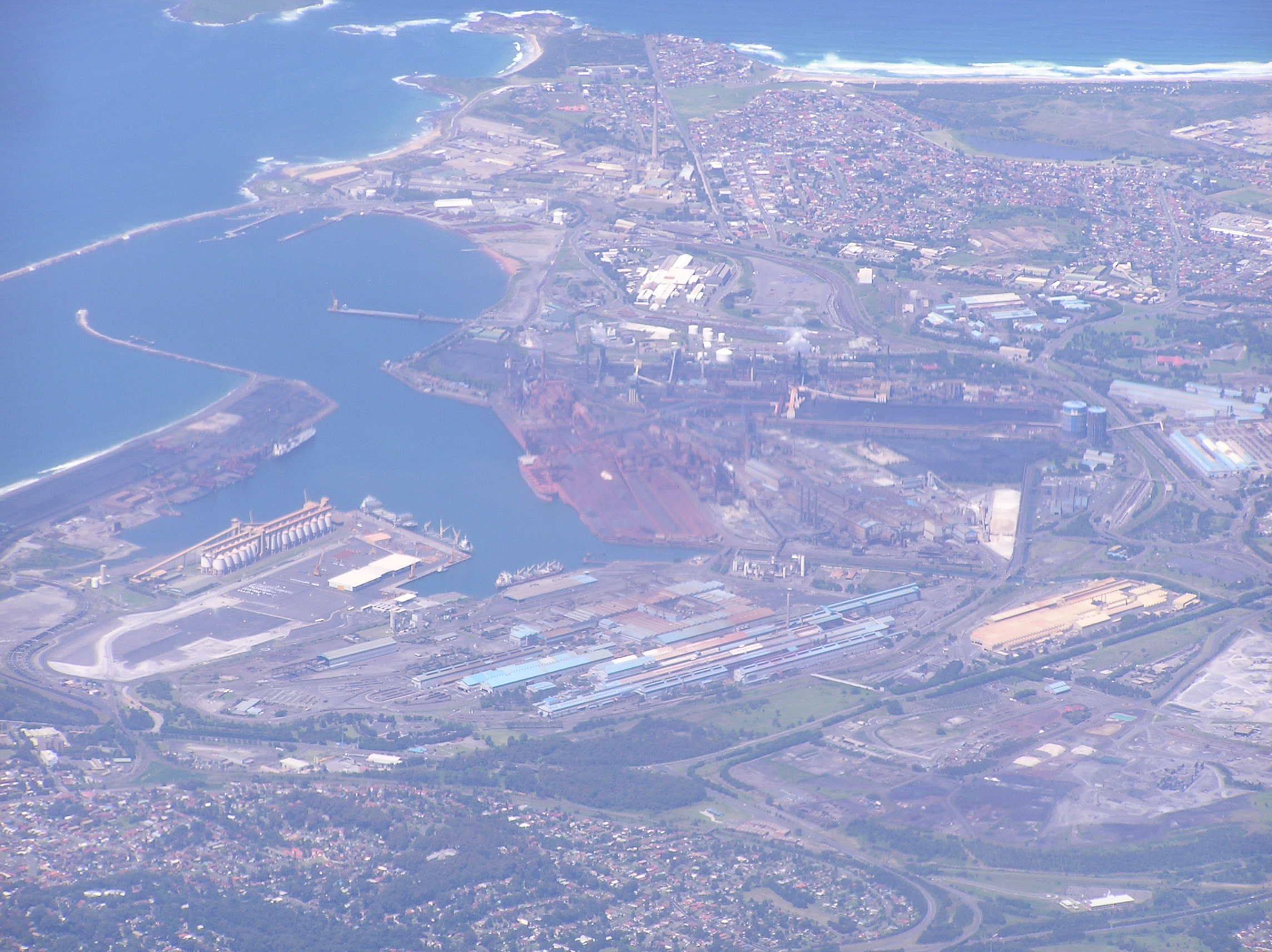
عکس هوایی از Port Kembla از شمال غرب.

## نگارخانه

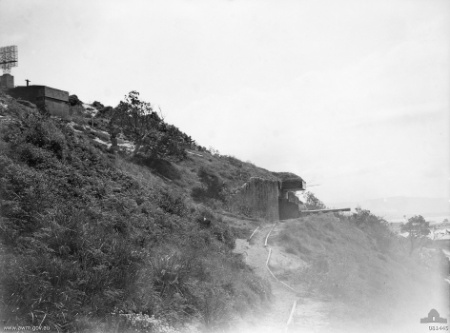
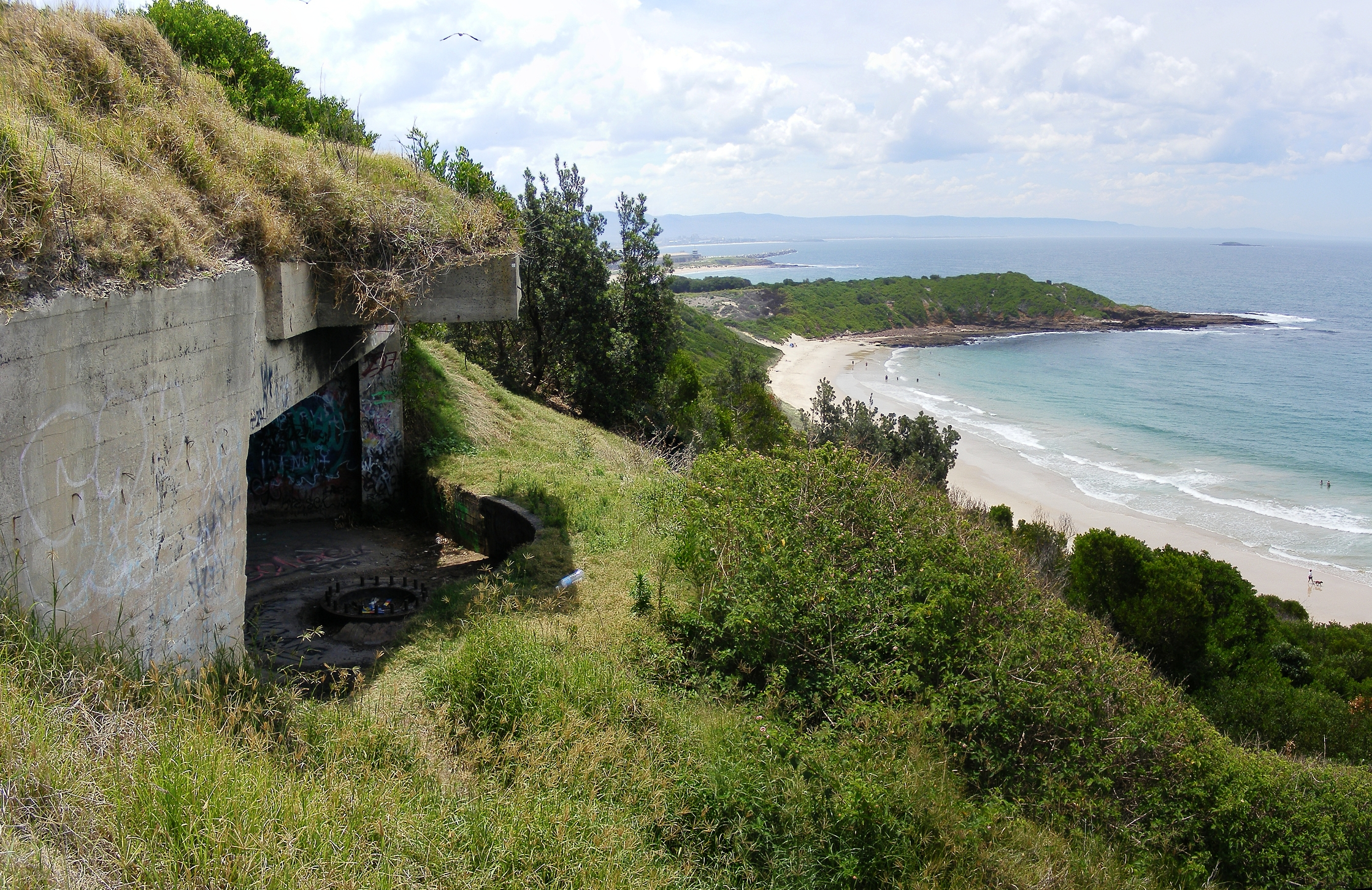